# Prianik

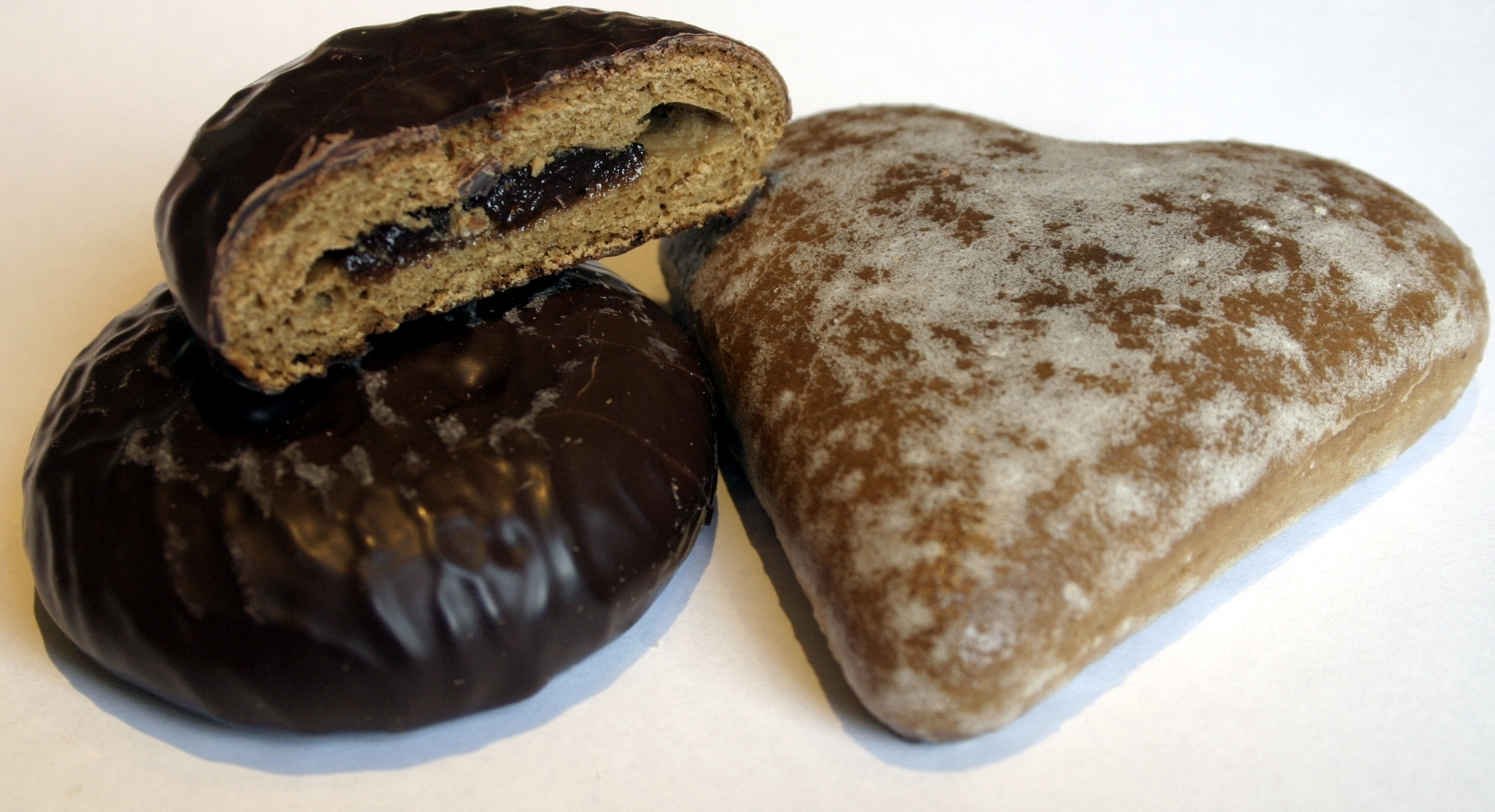
Prianik traditionnel de Toruń.

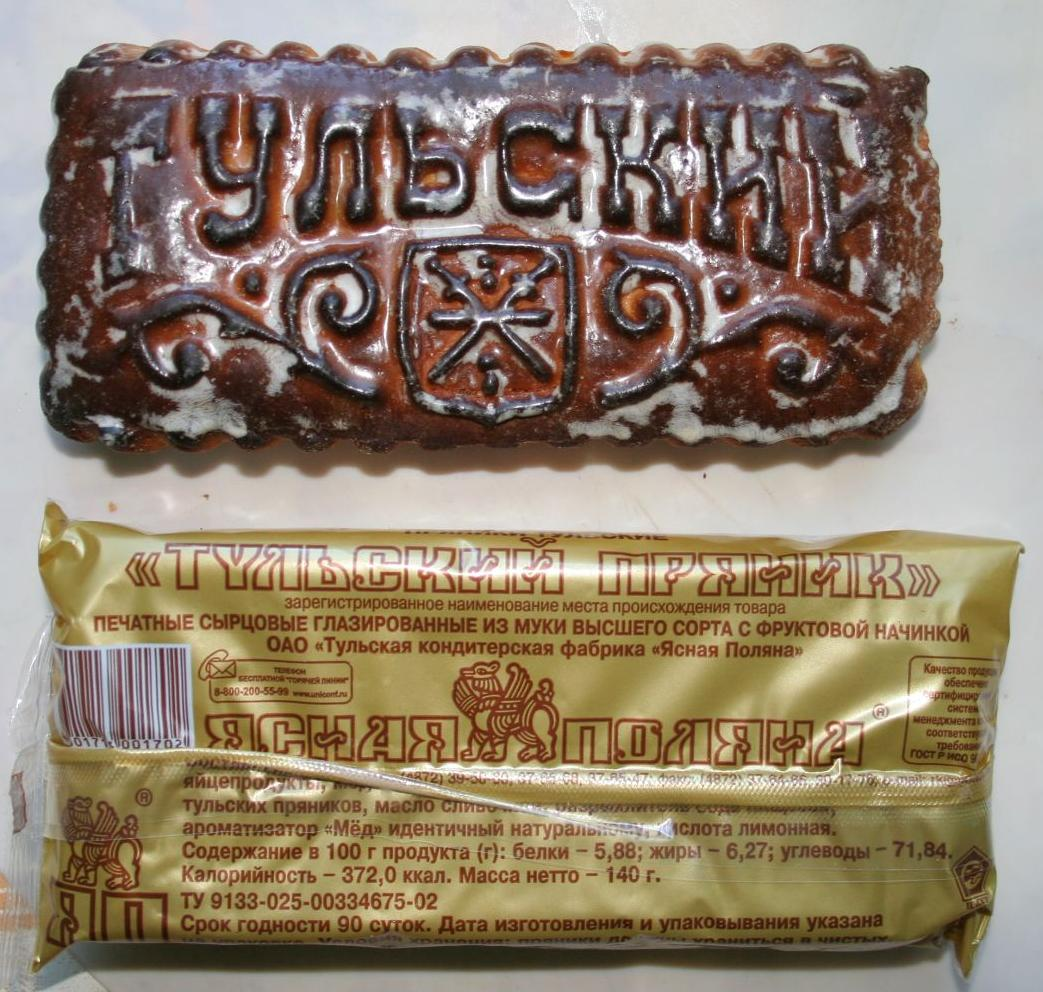
Inscriptions sur des prianiks de Toula.

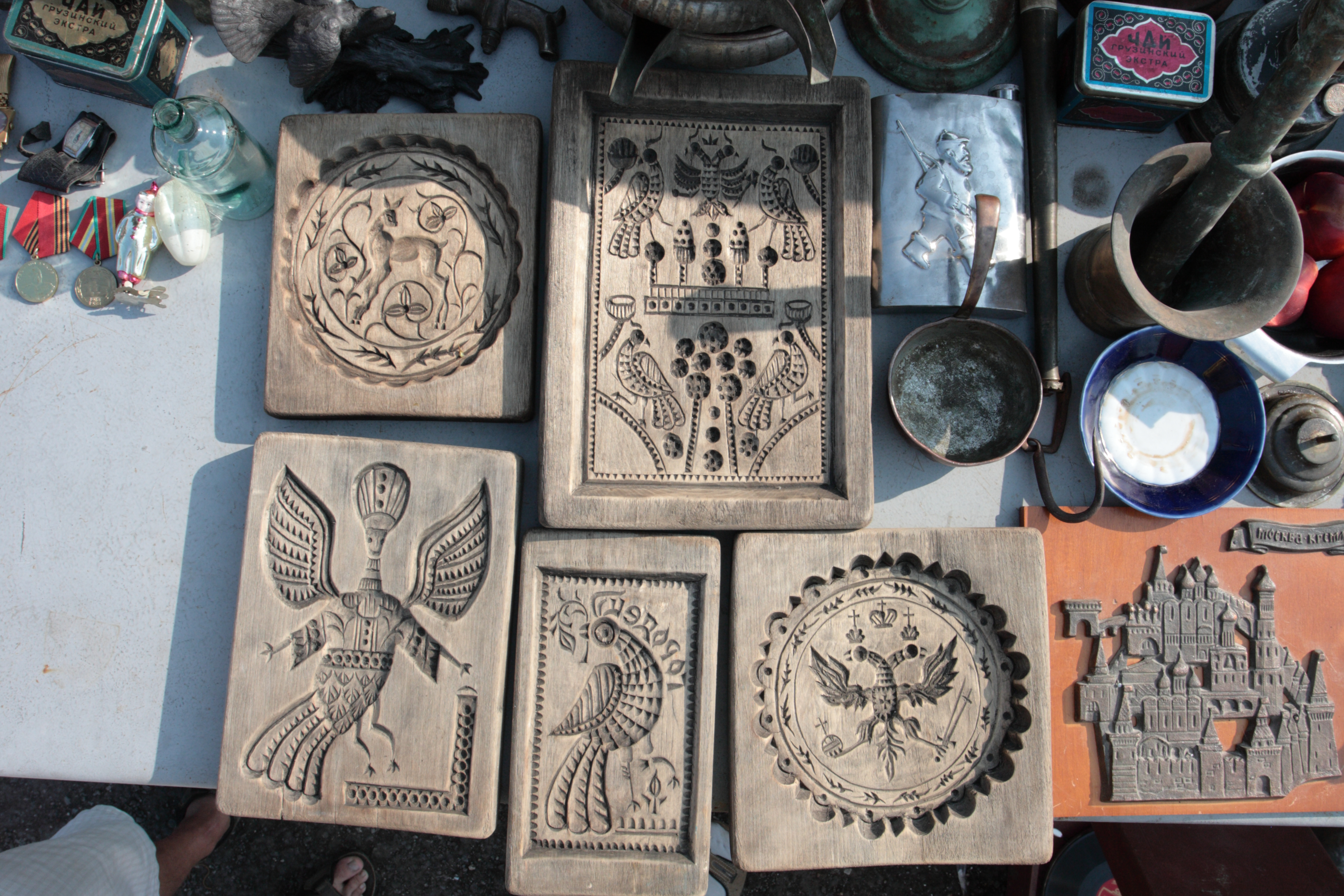
Moules pour inscriptions pour les prianiks de Gorodets.

Le prianik (en russe Пря́ник ; pluriel Пря́ники, prianiki, en polonais ”piernik”, pluriel ”pierniki”) est un pain d'épices très populaire en Russie pour accompagner le thé, plus spécialement à la période de Noël, mais aussi en Pologne, en Lituanie, en Biélorussie et en Suisse. En Suisse, il est appelé Biberli. C'est un pain de froment, de seigle ou d'autres céréales agrémenté de miel, de noix, de fruits confits, de raisins secs, de fruits ou de baies, de confiture. La pâtisserie est généralement rectangulaire, ronde ou ovale, bombée sur le dessus, recouverte d'un glaçage ; celui-ci porte souvent une inscription faite à la main ou à l'aide d'un moule.
Historiquement, le prianik est un symbole de fête ; ses ingrédients n'étaient ni bon marché, ni consommés quotidiennement.

## Étymologie
Le terme russe : Пряник, prianik vient de l'adjectif russe ancien пьпьрянъ, peperyan : « poivré », lui-même dérivé du russe ancien пьпьрь, peper, « poivre » ; il signifie « gâteau épicé, relevé ».

## Histoire
L'histoire du prianik est parallèle à celle du pain d'épices en Europe. Le premier pain d'épice russe, appelé медовым хлебом, « pain de miel », apparut au IXe siècle. C'était un mélange de farine de seigle, de miel et jus de baies. Le miel représentait près de la moitié des ingrédients. Puis des herbes et des racines forestières y furent ajoutées. Aux XIIe et XIIIe siècles, les épices venues du Moyen-Orient et d'Inde commencèrent d'être importées en Russie et incorporées aux mets « de luxe » ou « de fête », donnant, à cette pâtisserie, au XVe siècle, le goût et la forme qu'on connaît aujourd'hui. Il existait une grande variété de prianiks selon les ingrédients, autrefois appelés сухими духами, « spiritueux secs », qu'on y incorporait. Les plus populaires étaient le poivre noir, le fenouil, le zeste d'orange amère ainsi que : citron, menthe, coriandre, vanille, gingembre, cardamome, cannelle, anis, anis étoilé, cumin, noix de muscade et clous de girofle, et du caramel pour la couleur.

## Usage culturel
Le prianik tient, depuis le XVe siècle, une place importante dans la culture russe : vie domestique, cérémonies, foires, fêtes. Ainsi pour les cérémonies de mariage, les repas de fête, la décoration des arbres de Noël, les aumônes aux pauvres. Souvent, les enfants déchiffrent leurs premières lettres à l'aide des inscriptions portées sur les prianiks. On échange des prianiks au dimanche du Pardon, dernier dimanche du Grand carême. Lors des visites à des parents ou des amis, on apporte un très gros prianik de deux à cinq livres.

## Variétés locales
Aux XVIIIe et XIXe siècles, de nombreuses villes développèrent la production industrielle de prianiks qui ont fait leur renommée : Perm, Arkhangelsk, Koursk (qui a donné le célèbre korenskij prianik), Kharkov, Riazan, Kalouga, Kolomna, Tver, Viazma (où l'on fait le viazemskij prianik), Toula, Novgorod, Dmitrov, Gorodets (ville du gorodetskij prianik).
En Sibérie, on parfume la pâte avec des merises séchées et blanchies qui donnent au prianik une subtile saveur d'amande ; la pâte a une teinte rosée par l'adjonction de framboises et de canneberges.
La région d'Arkhangelsk apprécie des prianiks appelés en russe : козули, kozouli, où ils sont considérés comme un symbole de la Poméranie. Ces prianiks sont caractérisés par des oranges caramélisées au sucre brun et de la crème fouettée.

## Inscription
Il y a trois manières de confectionner un prianik : imprimé, coupé et sculpté.
L'impression est le mode de préparation le plus simple : on utilise un moule à prianik portant l'inscription désirée. Une forme particulière de prianik coupé est la découpe dite d'accélération : à la fin du repas, le maître des lieux laisse entendre qu'est venu le moment du départ en offrant ces prianiks aux invités qui s'attardent. Enfin la sculpture au couteau de l'inscription est la méthode la plus directe, mais la plus délicate ; elle était très en faveur dans le nord.